# Catumiri uruguayense
Catumiri uruguayense är en spindelart som beskrevs av Guadanucci 2004. Catumiri uruguayense ingår i släktet Catumiri och familjen fågelspindlar. Inga underarter finns listade i Catalogue of Life.